# Male Call

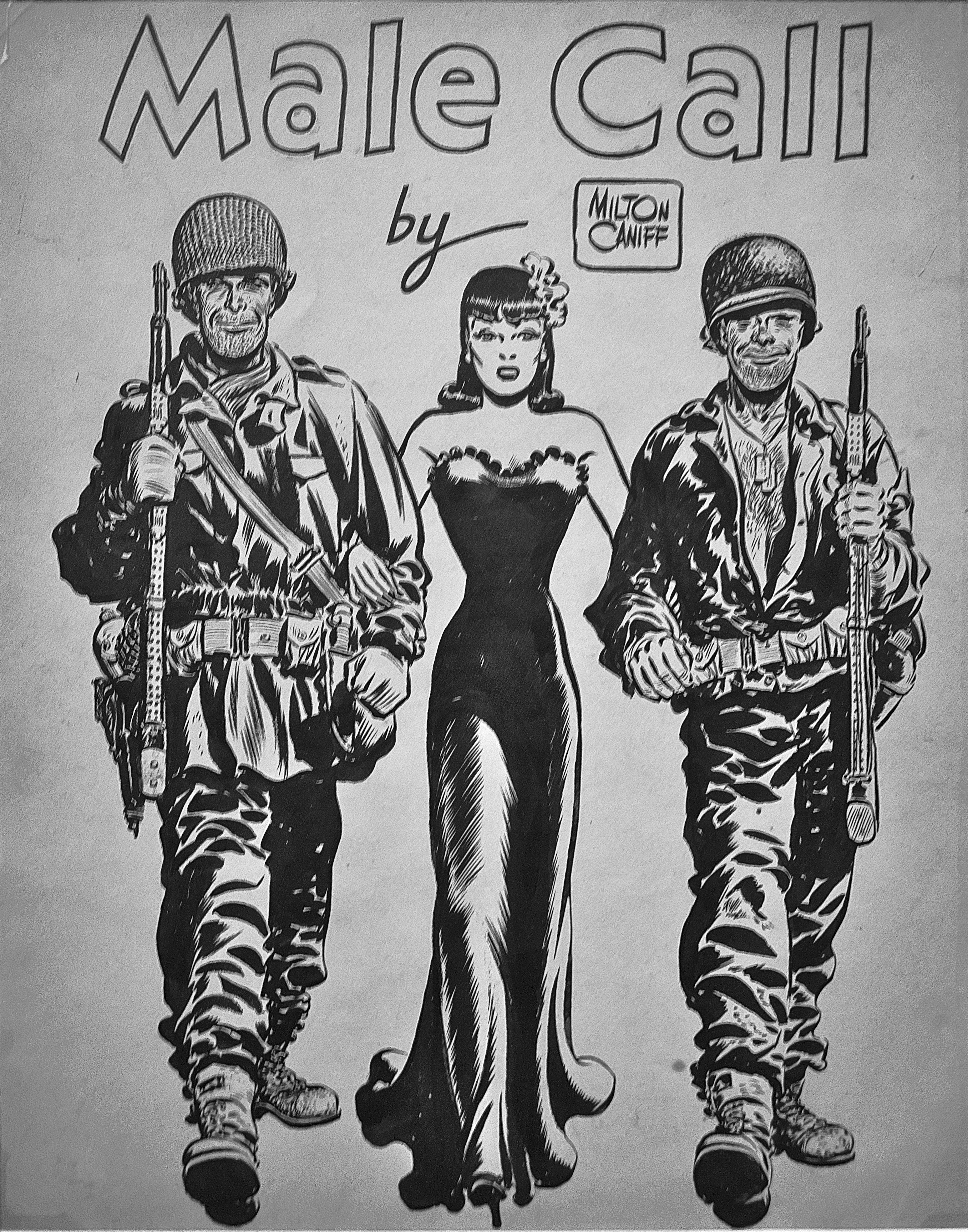
Couverture de Male Call, ca. 1944. Deux soldats escortent Miss Lace, le personnage de femme fatale emblématique de Milton Caniff.

Male Call est un comic strip de Milton Caniff publié du 23 janvier 1943 au 3 mars 1946 dans la presse militaire américaine à destination des troupes engagées dans la Seconde Guerre mondiale. Il était inspiré du comic strip britannique Jane de Norman Pett (en).

## Publications françaises
- Male Call (1943-1946), Futuropolis, coll. « Copyright », 1983.

### Documentation
- Pierre Couperie, « Male Call », Phénix, no 1,‎ 1966, p. 30
- Patrick Gaumer, « Male Call », dans Dictionnaire mondial de la BD, Paris, Larousse, 2010 (ISBN 9782035843319), p. 551-552.